# Mario Saldívar
Mario Arsenio Saldívar Rojas (Lambaré, 12 settembre 1990) è un calciatore paraguaiano, difensore del 24 de Setiembre.

## Carriera

### Club
Ha giocato nella massima serie dei campionati paraguaiano e brasiliano.